# Смирнова, Карин
Карин Смирнов (в разных транскрипциях Смирнова, Смирноф, швед. Karin Smirnov или Smirnoff, урожденная Стриндберг, 1880—1973) — шведская писательница, драматург, дочь Августа Стриндберга. Кроме романов и пьес написала несколько книг с воспоминаниями о своих родителях.

## Биография
Карин родилась в семье Августа Стриндберга и его первой жены Сири фон Эссен в Стокгольме, была старшей из троих детей в семье. После развода родителей с 1891 года проживала с матерью в Гельсингфорсе, изучала русский язык, работала в местном отделении банка. В сентябре 1911 года вышла замуж за Владимира Смирнова, преподававшего русский язык в университете Гельсингфорса. Свадьбу справляли у отца, в «Голубой башне». Её муж участвовал в работе РСДРП, а после Октябрьской революции работал дипломатическим работником в Швеции. Дочь — Карин Смирнофф Стриндберг (Karin Smirnoff Strindberg, 1914—1993). В 1918 году супруги переехали из Гельсингфорса в Стокгольм.
В творчестве Карин Смирнов большое внимание уделяется социальным и психологическим проблемам, что вероятно отчасти отражало её сложные отношения с отцом и попытки понять его натуру. По свидетельству матери, Карин была самой любимой дочерью Августа Стриндберга, но сама относилась к нему критично.
Карин Смирнов опубликовала две книги о своих родителях и подготовила рукопись третьей книги («Финская семья Стриндберга»), которая не была опубликована. В своих книгах она защищает мать против обвинений отца, считая, что у него развилось психическое расстройство.
Пьеса Ödesmärkt (Отметка судьбы) посвященная герою, борющемуся со своими гомосексуальными стремлениями, была поставлена в экспериментальном театре Брюсселя, а позднее, в 1999 году, восстановлена во время фестиваля Стриндберга в Стокгольме. 24 сентября 2014 была выпущена как радиопьеса в Финляндии.
Вместе с мужем участвовала в литературных мероприятиях в России, посвященных отцу, была знакома с Александром Блоком и Владимиром Пястом.
Похоронена вместе с мужем в Сигтуне.